# Lappula deserticola
Lappula deserticola là loài thực vật có hoa trong họ Mồ hôi. Loài này được Ching J. Wang mô tả khoa học đầu tiên năm 1981.